# Vilaür
Vilaür (spanisch Vilahur) ist eine katalanische Gemeinde (municipio) mit 170 Einwohnern (Stand: 2024) in der Provinz Girona im Nordosten Spaniens. Sie liegt in der Comarca Alt Empordà. Die Gemeinde besteht neben dem Hauptort Vilaür aus der Ortschaft Camallera.

## Lage
Vilaür liegt etwa 19 Kilometer nordnordöstlich von Girona auf einer Höhe von ca. 65 m.  

## Bevölkerungsentwicklung
| Jahr      | 1960 | 1970 | 1981 | 1991 | 2001 | 2011 | 2021 |
| Einwohner | 158  | 158  | 123  | 104  | 115  | 140  | 163  |

## Sehenswürdigkeiten

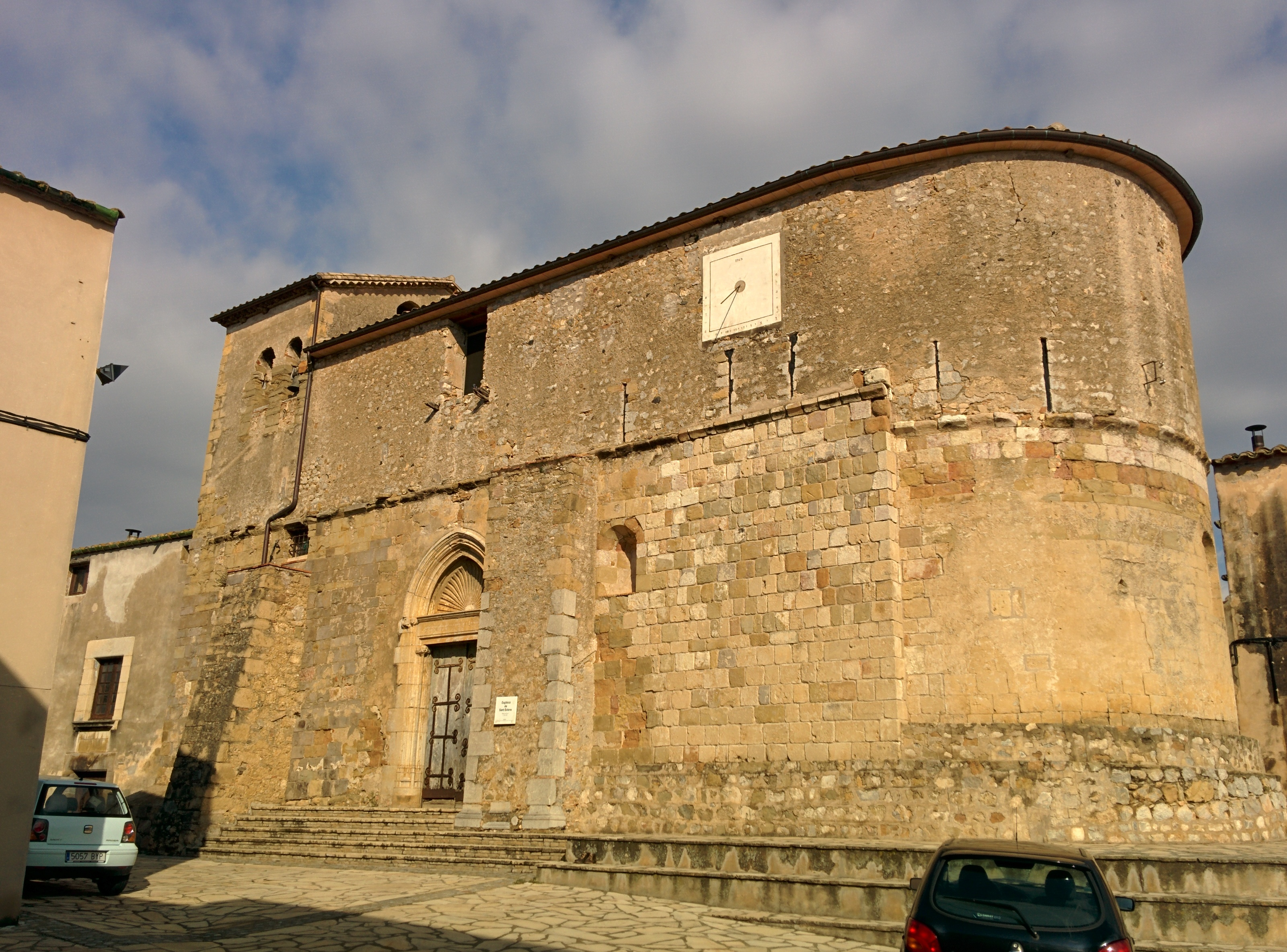
Stephanuskirche

- Stephanuskirche